# Orde van Verdienste van de deelstaat Brandenburg

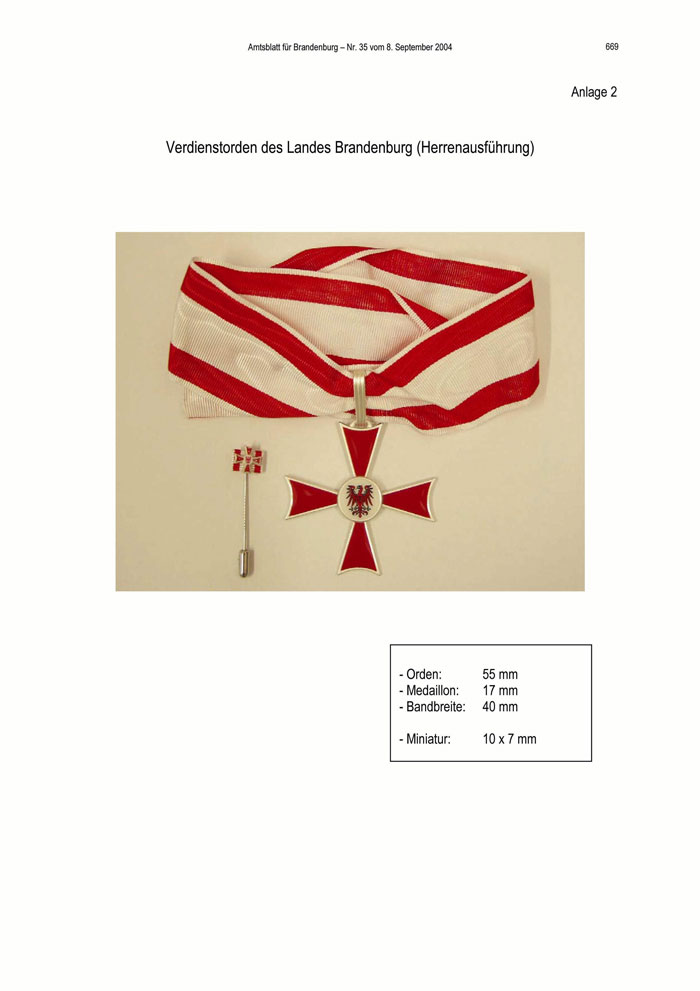
Orde van Verdienste van Brandenburg

De Orde van Verdienste van de deelstaat Brandenburg, in het Duits: "Verdienstorden des Landes Brandenburg" geheten is de hoogste orde van verdienste van Brandenburg, een deelstaat van de Bondsrepubliek Duitsland.
Na de ineenstorting van de DDR werd de orde op 10 juli 2003 bij wet ingesteld. Op 14 juni 2005 werd de onderscheiding voor het eerst toegekend door de minister-president van Brandenburg.
De minister-president van Brandenburg, de ministers voor zover het hun ambtsgebied betreft en de voorzitter van het deelstaatparlement, de Landtag mogen voordrachten doen. De minister-president besluit over de benoemingen. Hij kan de dragers de orde ook weer afnemen wanneer blijkt dat zij dit ereteken niet waardig zijn of achteraf niet waardig waren geweest.
De orde kent geen ridders of commandeurs maar zij die het kruis bezitten zijn "drager" van dat kruis. Het kruis wordt door heren aan een lint "en sautoir" gedragen als een commandeurskruis. Dames laten het lint opmaken tot een strik en dragen het kruis op de schouder.
Voor dagelijks gebruik is er een knoopsgatversiering in de vorm van een strikje met een miniatuur van het kruis.
Omdat in het centrale medaillon het kleinood een Brandenburgse rode adelaar, vanouds het wapendier van het vroegere keurvorstendom Brandenburg, staat wordt deze onderscheiding in de omgangstaal ook wel "Roter Adlerorden" genoemd. Er is desondanks geen historisch verband met de oude Pruisisch-Brandenburgse en markgrafelijk Bayreuther Orde van de Rode Adelaar.

## Het versiersel
Het lint kreeg de kleuren van de staat, wit met een smalle rode bies.